# Fantastyka socjologiczna w Polsce

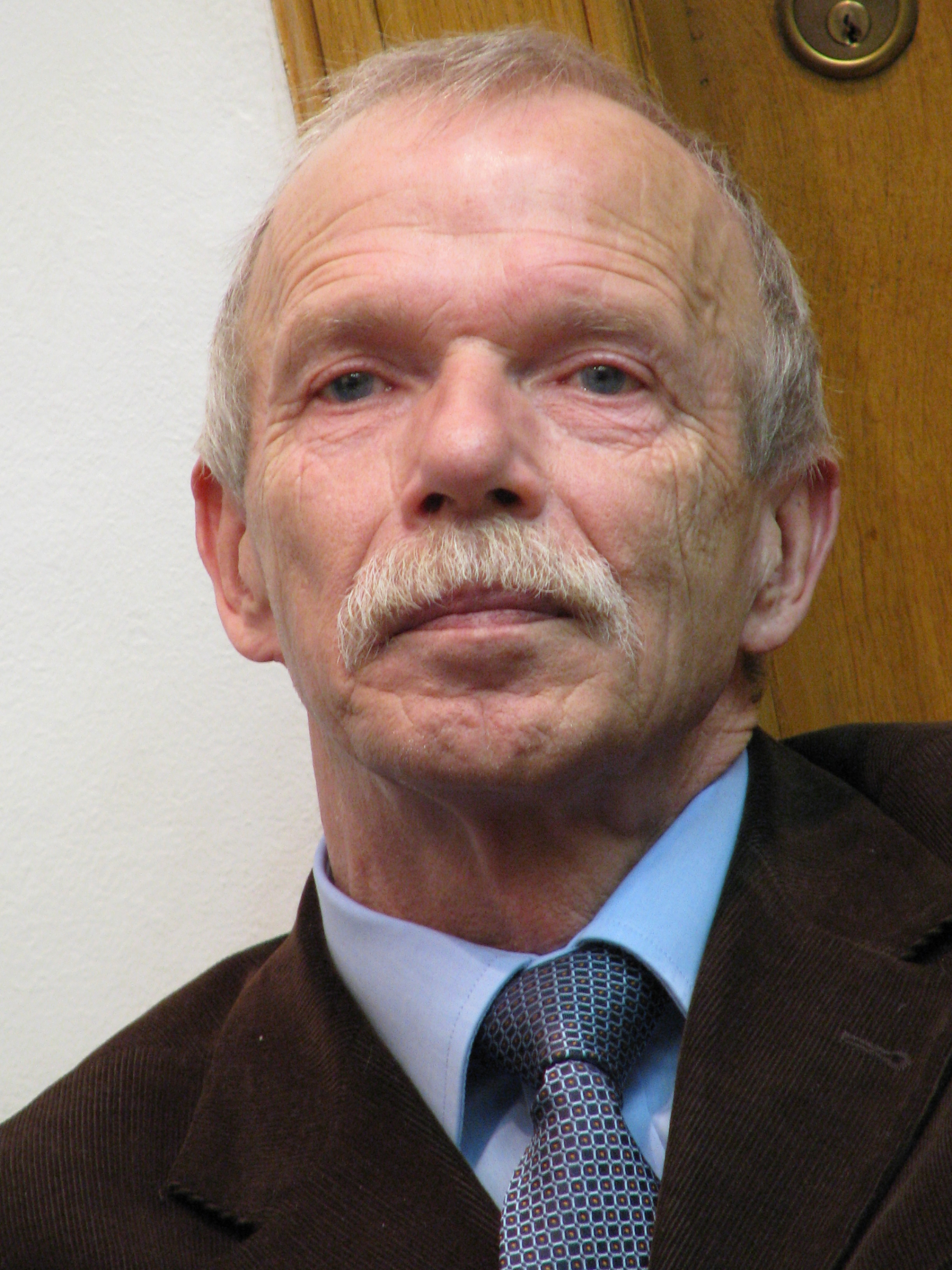
Edmund Wnuk-Lipiński

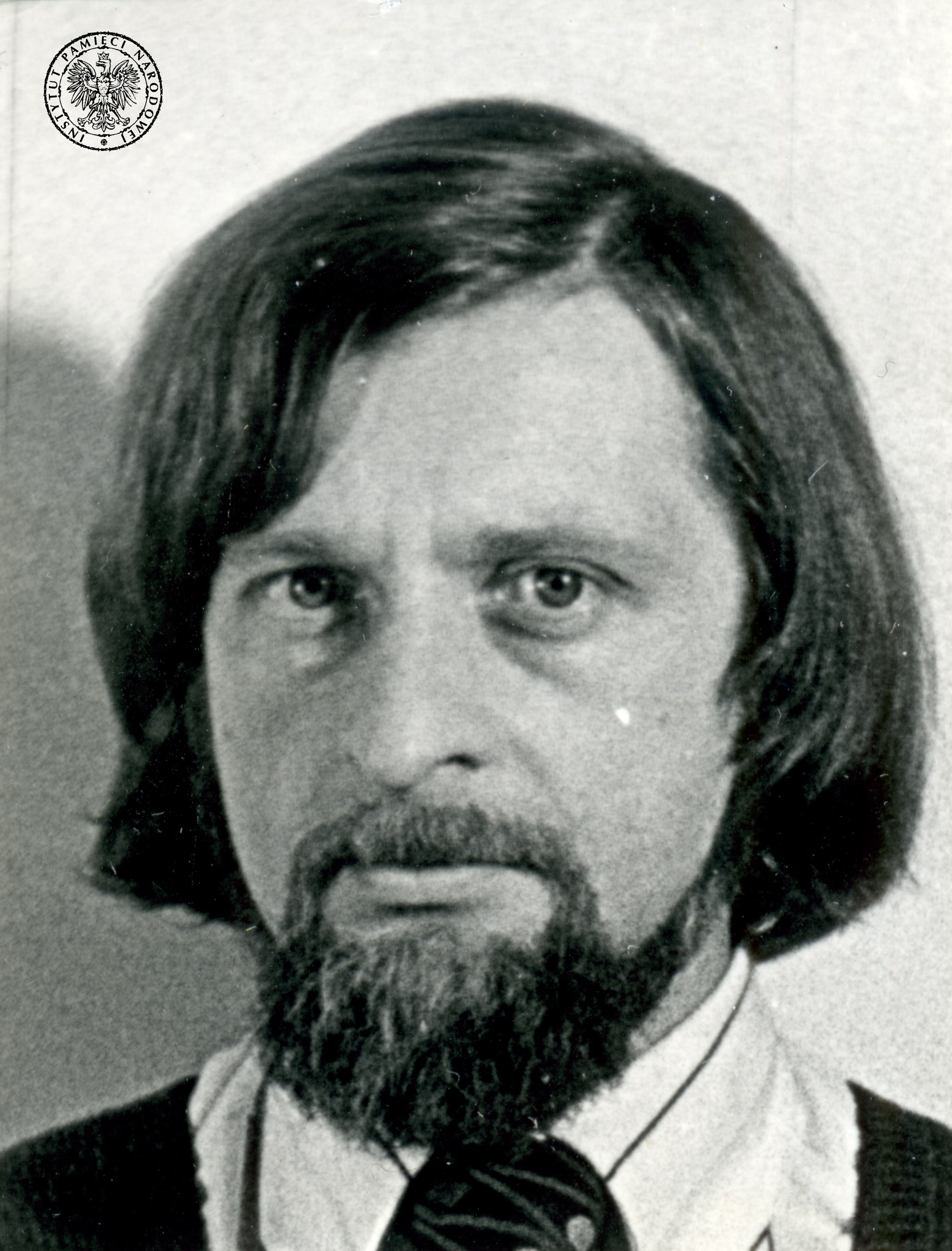
Janusz A. Zajdel

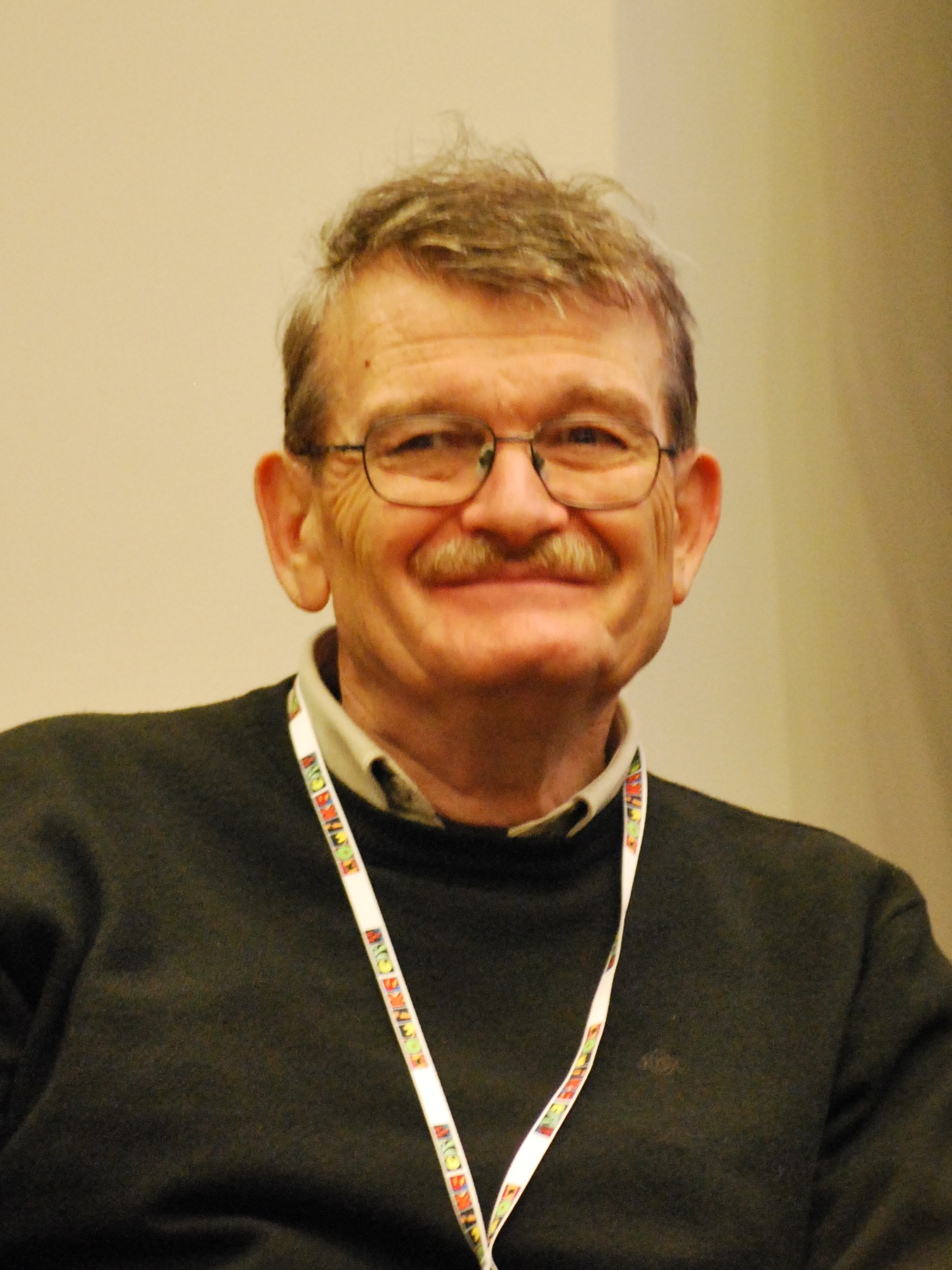
Maciej Parowski

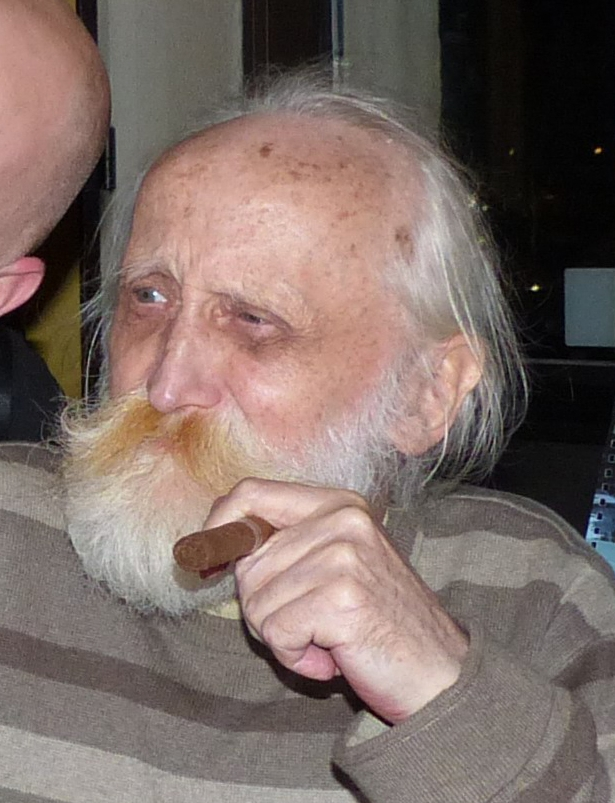
Wiktor Żwikiewicz

Fantastyka socjologiczna w Polsce – odmiana fantastyki naukowej mieszcząca się w nurcie fantastyki socjologicznej, która pojawiła się w polskiej literaturze fantastycznonaukowej w drugiej połowie lat 70. i była obecna do końca lat 80. (choć spotyka się stwierdzenia, że właściwie ruch wygasł już w połowie lat 80.). Krytycy określają nurt „fenomenem literacko-społecznym”.
Antoni Smuszkiewicz uważa, że w odniesieniu do polskich utworów bardziej odpowiednie byłoby określenie fantastyka polityczna, podobnie wypowiada się Robert Klementowski.
Klementowski ocenia, że „nurt [...] stał się oryginalnym i jednym z najbardziej wyrazistych zjawisk polskiej literatury powojennej, oddziałującym na kolejne pokolenia polskich autorów”, a w przemianach zapoczątkowanych wtedy  tkwią „źródła dzisiejszej fantastyki, rozumianej jako zjawisko nie tylko literackie, ale i społeczne”.
Jacek Inglot napisał, że nurt ten „przełamał pryzmat Lema jako jedynego 'dorosłego' pisarza [polskiej] SF”.

## Historia
Adam Mazurkiewicz doszukuje się źródeł tego fenomenu w popularności literatury iberoamerykańskiej w Polsce lat 70., zapoczątkowanej wydaniem Gry w klasy Julia Cortázara w 1968. Ów swoisty kult „uświadomił możliwość mówienia o polityce bez konieczności popadania w publicystykę”. Według Przemysława Czaplińskiego polski czytelnik „otrzymał literacką wypowiedź komentującą ich pozatekstowe doświadczenie – niejako zastępczą, bowiem niewpisującą się w specyficznie polskie realia, choć uniwersalizującą doświadczenie totalitarne”, dzięki czemu polscy odbiorcy „potrafili dostrzec paralele do rodzimej rzeczywistości”.
Za drugi czynnik, który wpłynął na ukształtowanie się literatury fantastycznonaukowej w Polsce przełomu lat 70. i 80. Mazurkiewicz upatruje publikację w latach 1970–1976 cyklu antologii Kroki w nieznane pod redakcją Lecha Jęczmyka. Ambitna proza tam prezentowana miała silny wpływ na publikujących ówcześnie pisarzy. Badacz przytacza opinię Rafała Ziemkiewicza, który twierdził, że „przybliżenie polskiemu czytelnikowi na kartach Kroków w nieznane koncepcji fantastyki, utożsamianej z metaforą i środkiem artystycznego wyrazu, miało na publikujących wówczas [...] pisarzy dość silny wpływ”, który „zaowocował poszukiwaniem nowej koncepcji fantastyki społecznej, opisującej w metaforyczny sposób teraźniejszość”.
Z drugiej strony Andrzej Niewiadowski, zarysowując tło polityczno-społeczne ruchu pisze, że był on w „jakimś sensie przygotowywany” przez władze, które „w momencie załamywania się propagandy sukcesu” chciały znaleźć następców Lema obdarzonych talentem literackim. Działania te przyniosły jednak efekty odwrotne od zamierzanych: młodzi literaci, którym w ten sposób ułatwiono debiuty, zaczęli „tworzyć na własny rachunek, ignorując światłe rady animatorów”.
Pierwszym sygnałem zmian w polskiej fantastyce było wydanie antologii Wołanie na Mlecznej  Drodze z 1976 r., gdzie okazało się, że „debiutanci mają krytyczny stosunek do konwencji, starych tematów, są nieufni wobec techniki, kontestują optymistyczne wizje świata [...] a motywacja naukowa ulega wyraźnemu rozluźnieniu”. Wcześniej, dużym wydarzeniem w polskiej fantastyce pierwszej połowy lat 70. stał się debiut Adama Wiśniewskiego-Snerga Robot (1973), w którym autor główną uwagę poświęca „zagadnieniu istoty człowieczeństwa w świecie stechnicyzowanym”. Problemami psychologicznymi zajęli się w drugiej połowie lat 70. Jacek Sawaszkiewicz, Wiktor Żwikiewicz, Wiesław Malinowski, a także twórcy starszego pokolenia, znani do tej pory z pisania twardej fantastyki naukowej: Adam Hollanek, Konrad Fiałkowski, Krzysztof Boruń.

## Problematyka
Na przełomie lat 70. i 80. nastąpił rozkwit fantastyki w Polsce (zarówno ilościowy, jak i jakościowy). Niewiadowski pisze, że „w zasadzie po roku 1976 cała niemal polska SF staje się prozą o socjologicznym charakterze”.
W okresie tym twórcom przestały wystarczać dotychczasowe konwencjonalne formuły, a miejsce „«awantur w Kosmosie» coraz częściej zajmowały diagnozy socjologiczne”. W utworach tego nurtu fantastyczna fabuła była tylko pretekstem do snucia rozważań niemających zbyt wiele wspólnego z opisywaną rzeczywistością, a „wybór sytuacji fabularnych pozwalał na migotliwość sensów utworu”. W efekcie utwory fantastyczne mogły „odwzorowywać realia świata współczesnego odbiorcy [...] być do niego aluzją, metaforą”, dzięki czemu mogły „zwracać uwagę czytelnika na zjawiska, które go niepokoją, jednocześnie udając, że kreują odległą przyszłość” jednocześnie pozostając na marginesie zainteresowań cenzury.
Ziemkiewicz oceniał, że polscy twórcy SF nie koncentrowali się na tworzeniu wzorów nowych rozwiązań społecznych (jak w fantastyce zachodniej), ale na „formułowaniu ostrzeżeń przed degeneracją modeli już istniejących”. Sami pisarze nie ukrywali, że celem ich twórczości, traktującej wszak o nieistniejących społeczeństwach, jest demaskacja teraźniejszości. Prześwietlając patologie PRL-owskiej współczesności, przestrzegali przed ich ewentualnymi konsekwencjami.
Janusz A. Zajdel powiedział:

Trzeba pisać prawdę w formie zawoalowanej, żeby się przebić przez pancerz chroniący wizję świata prawdziwą. Prawdę stroi się w kostium i dopiero taką wypuszcza między ludzi. Jest to charakterystyczne dla społeczeństw, gdzie liczy się nie znaczenie słów, lecz ich brzmienie, gdzie podaje się do wierzenia wyimaginowany obraz rzeczywistości. Ta sama prawda, ale inaczej wyrażona, przejdzie przez pewne kordony, które się stawia.

Choć człowiek jako część społeczeństwa „ustosunkowujący się do władzy, cywilizacji” był obecny w innych pozycjach, to największą popularnością cieszyły się wtedy „aluzyjne w swej wymowie, bo odwołujące się do rzeczywistości PRL-u schyłku epoki Gierka, książki Edmunda Wnuka-Lipińskiego, Janusza A. Zajdla, Macieja Parowskiego, Marka Oramusa, Czesława Białczyńskiego, Andrzeja Krzepkowskiego i Andrzeja Wójcika”.
Robert Klementowski stawia wręcz tezę, że „na przełomie lat 70. i 80. mieliśmy do czynienia z prozą na tyle odmienną od tej, jaka powstawała jeszcze w latach 60., że rodzą się wątpliwości, czy ciągle mówimy o tej samej odmianie literackiej – w tak znacznym stopniu różnią się one od siebie”.
Naukowcy oceniają, że ówcześnie tworzona fantastyka socjologiczna pełniła analogiczną funkcję do prozy historycznej w okresie powojennym, gdzie – wobec niemożności pisania wprost – „przeszłość była jedynie pretekstem do szukania odniesień do teraźniejszości czytelnika”.
Maciej Parowski pisze wprost: „polscy twórcy SF [...] w ciągu kilkunastu lat próbowali najpierw wykrzyczeć, a potem analizować problemy podboju jednego kraju przez drugi”.

## Utwory polskiej fantastyki socjologicznej
- Edmund Wnuk-Lipiński: trylogia Apostezjonu – Wir pamięci (1979), Rozpad połowiczny (1988), Mord założycielski (1989);
- Andrzej Krzepkowski, Andrzej Wójcik: Obszar nieciągłości (1979);
- Janusz A. Zajdel: Cylinder van Troffa (1980), Limes inferior (1982), Wyjście z cienia (1983), Cała prawda o planecie Ksi (1983), Paradyzja (1984);
- Marek Oramus: Senni zwycięzcy (1982), Arsenał (1985), Dzień drogi do Meorii (1990);
- Wiktor Żwikiewicz: Druga jesień (1982);
- Maciej Parowski: Twarzą ku ziemi (1982);
- Czesław Białczyński: Miliardy białych płatków (1983);
- Tadeusz Markowski: Umrzeć, by nie zginąć (1984)
- Andrzej Ziemiański: Daimonion (opowiadania, 1985), Wojny urojone (1987), Bramy strachu (1990);
- Rafał A. Ziemkiewicz: Władca szczurów (opowiadania, 1987), Wybrańcy bogów (1991).

Źródła: Klementowski: Modelowe boksowanie ze światem, Smuszkiewicz: Science fiction wśród odmian..., Leś: Fantastyka socjologiczna.
Uznaje się, że pierwszą wydaną pozycją z tego podgatunku fantastyki była powieść Edmunda Wnuka-Lipińskiego Wir pamięci, która ukazała się w 1979, a największe uznanie i popularność zdobyły powieści Janusza A. Zajdla. Krytycy uważają, że swoistym zamknięciem nurtu w polskiej SF była powieść Marka Oramusa Dzień drogi do Meorii z 1990.
Antoni Smuszkiewicz do utworów zbliżonych do nurtu zalicza także powieści Stanisława Lema Wizja lokalna, Pokój na Ziemi i Fiasko.
Prawie wszystkie powieści ukazywały się z dużym opóźnieniem w stosunku do daty powstania. Pewną rolę odegrała tu polityka kulturalna władz po ogłoszeniu stanu wojennego, kiedy to – dla rozładowania nastrojów – w 1982 władze zdecydowały się na wydanie wielu wstrzymywanych do tej pory pozycji (również głównego nurtu, jak np. Miazga Andrzejewskiego), a także po latach starań na wydawanie czasopisma „Fantastyka”. Drugą jesień, powieść ukończoną w 1977, wydano dopiero pięć lat później, Sennych zwycięzców, napisaną w latach 1976–1978, wydano cztery lata później, a Twarzą ku ziemi, ukończoną w 1979, wydano po trzech latach.